# 637 pr. n. št.

## Smrti
- Ardis II., kralj Lidijskega kraljestva (* ni znano)